# Кайла Макалістер
Кайла Макалістер (англ. Kayla McAlister, нар. 6 серпня 1988) — новозеландська регбістка, срібна призерка Олімпійських ігор 2016 року.

## Виступи на Олімпіадах
| Олімпіада           | Дисципліна | Місце |
| ------------------- | ---------- | ----- |
| Ріо-де-Жанейро 2016 | регбі-7    | 2     |

## Зовнішні посилання
- Кайла Макалістер — олімпійська статистика на сайті Sports-Reference.com (англ.) (архівна версія)

1. ↑  https://www.teaomaori.news/maori-athletes-competing-rio-olympics-2016
2. ↑  https://www.olympic.org.nz/athletes/kayla-mcalister/
3. 1 2  Lundy D. R. The Peerage